# Beba Bidart
Pour les articles homonymes, voir Bidart (homonymie).
Eliane René Schianni Bidart, connue sous son nom de scène Beba Bidart, née le 3 avril 1924 à Buenos Aires et morte le 27 août 1994 dans la même ville, est une chanteuse, actrice et danseuse de tango argentine. Elle a réalisé une trentaine d'enregistrements de tango, accompagnée par l'orchestre de Francisco Canaro et d'autres, et a joué dans une trentaine de films au total. Elle meurt d'une crise cardiaque le 27 août 1994.

## Filmographie
- Funes, un gran amor (1993)

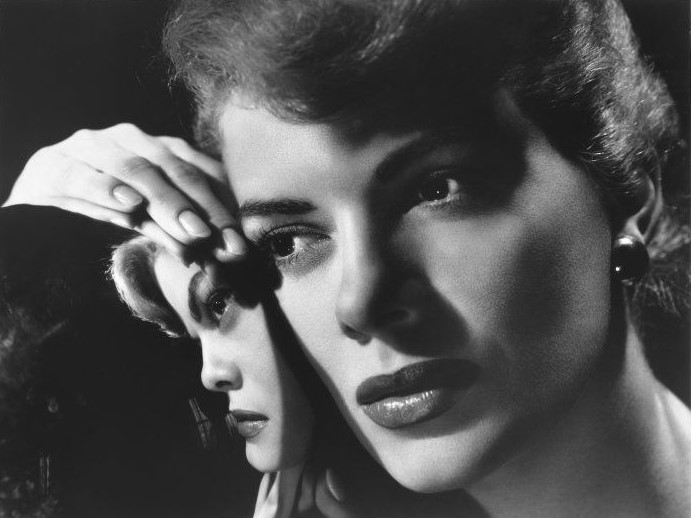
Beba Bidart 1940, photographiée par Annemarie Heinrich.

- Susana quiere, el negro también! (1987)
- Tango de Buenos Aires (1982)
- El bromista (1981)
- El infierno tan temido (1980)
- La parte del león (1978)
- Los chicos crecen (1976)
- Rolando Rivas, taxiste (1974)
- Con Alma y Vida (1970)
- Los muchachos de antes no usaban gomina (1969)
- Villa Cariño está que arde (1968)
- Esta noche mejor no (1965)
- Cuidado con las colas (1964)
- Buenas noches, Buenos Aires (1964)
- La sentencia (1964)
- La calesita (1963)
- El mago de las finanzas (1962)
- El satélite chiflado (1956)
- La niña del gato (1953)
- La casa grande (1953)
- El baldío (1952)
- La bestia debe morir (1952)
- Especialista en señoras (1951)
- La Vendedora de fantasías (1950)
- Toscanito y los détectives (1950)
- Règlements Nacha (1950)
- Una noche en el Ta Ba Rin (1949)
- ¿Por qué mintió la cigüeña? (1949)
- Una atrevida aventurita (1948)
- Los pulpos (1948)
- La serpiente de cascabel (1948)
- Los verdes paraísos (1947)
- El que recibe las bofetadas (1947)
- El Muerto Falta à la Cita (1944)